# Musciatto Franzesi
Musciatto di Messer Guido Franzesi (metà del XIII secolo – Francia, 1307 circa) fu un ricco mercante del XIII secolo, originario di Firenze, noto per essere citato nel Decameron.

## Biografia
Benché di umili origini riuscì ad accumulare grandi ricchezze soprattutto in Francia, dove divenne consigliere del re Filippo il Bello e ricevette il titolo di cavaliere. Viene ricordato come malvagio ed empio, tanto da suggerire al re di falsificare la moneta e di razziare i mercanti italiani.
Nel 1301 giunse in Italia al seguito di Carlo di Valois, invitato da papa Bonifacio VIII a Firenze, con il pretesto di dirimere i contrasti fra Guelfi Bianchi e Neri, ma al fine, in realtà, di favorire questi ultimi.
Della sua vita ci danno testimonianza la Cronica del Compagni e del Villani, ma il personaggio è divenuto famoso grazie all'estro di Giovanni Boccaccio che lo ha citato nella novella con Ser Ciappelletto, la prima nonché una delle più conosciute del Decameron.
Inoltre la figura è meticolosamente tratteggiata nel romanzo storico L'Imperfetto Assoluto di Riccardo Nencini.